# 19 maggio
Il 19 maggio è il 139º giorno del calendario gregoriano (il 140º negli anni bisestili). Mancano 226 giorni alla fine dell'anno.

## Eventi
- 1535 – L'esploratore francese Jacques Cartier salpa per il suo secondo viaggio in Nord America con tre navi, 110 uomini e i due figli di Capo Donnacona (che Cartier rapì durante il primo viaggio);
- 1536 – Anna Bolena, la seconda moglie di Enrico VIII d'Inghilterra, viene decapitata con l'accusa di adulterio;
- 1568 – La regina Elisabetta I d'Inghilterra fa arrestare Maria Stuarda, regina di Scozia;
- 1643 – Vittoria francese sugli spagnoli nella battaglia di Rocroi;
- 1649 – Il Lungo Parlamento approva l'atto che dichiara l'Inghilterra un commonwealth, ovvero una comunità democratica repubblicana; questa forma di governo durerà quattro anni, succeduti da altri sette di protettorato, fino al ristabilimento della monarchia nel 1660;
- 1749 – Re Giorgio II di Gran Bretagna concede alla Compagnia dell'Ohio un contratto di noleggio delle terre attorno alle diramazioni del fiume Ohio;
- 1769 – Gian Vincenzo Antonio Ganganelli viene eletto papa con il nome di Clemente XIV;
- 1802 – Il primo console Napoleone Bonaparte istituisce la Légion d'Honneur;
- 1836 – L'emigrata di origini irlandesi Cynthia Ann Parker viene rapita dai Nativi americani in Texas;
- 1848 – Il Messico ratifica il Trattato di Guadalupe Hidalgo che pone fine alla guerra messico-americana e cede Texas, California e gran parte dell'Arizona e del Nuovo Messico agli Stati Uniti d'America per 15 milioni di dollari;
- 1897 – Oscar Wilde viene rilasciato dalla prigione di Reading Gaol;
- 1919 – Mustafa Kemal Atatürk si sposta da Istanbul a Samsun con i suoi pochi amici con una vecchia nave di nome Bandırma, per lavorare separatamente dal governo ottomano allo scopo di preparare la nazione alla guerra d'indipendenza;
- 1941 – Per iniziativa del Partito Comunista Indocinese, viene fondato il Fronte per l'Indipendenza del Vietnam;
- 1944 – Strage del Turchino: le SS uccidono per rappresaglia 59 civili;
- 1956 – Viene firmato a Ginevra l'accordo CMR che regola i trasporti internazionali via camion;
- 1961 – Programma Venera: il Venera 1 diventa il primo manufatto a oltrepassare un altro pianeta, superando Venere; la sonda aveva comunque perso contatto con la Terra un mese prima e dunque non mandò indietro alcun dato;
- 1962 – Accompagnata al pianoforte dal jazzista Hank Jones e indossando solo un abito apparentemente trasparente ricoperto da 2500 strass cucitole direttamente addosso, Marilyn Monroe canta Happy Birthday, Mr. President al grande evento di beneficenza organizzato per festeggiare il 45º compleanno del presidente John Fitzgerald Kennedy[1];
- 1965 – Patricia Roberts Harris diventa la prima ambasciatrice afroamericana degli USA e viene assegnata all'ambasciata del Lussemburgo;
- 1971 – Programma sonda marziana: il Mars 2 viene lanciato dall'Unione Sovietica;
- 1974 – Valéry Giscard d'Estaing viene eletto presidente della Repubblica Francese;
- 1989 – Si conclude il governo De Mita;
- 1991 – Willy T. Ribbs diventa il primo pilota afroamericano a qualificarsi per la 500 Miglia di Indianapolis;
- 1995 – Balamurali Ambati si laurea in medicina alla Mount Sinai School of Medicine all'età di soli 17 anni, diventando il medico più giovane di tutti i tempi;
- 1999 – Esce nelle sale cinematografiche statunitensi il film Star Wars: Episodio I - La minaccia fantasma, stabilendo un nuovo record di incassi per il primo giorno di proiezioni con 28,5 milioni di dollari;
- 2000 – Esce nelle sale cinematografiche statunitensi il film Dinosauri, 39º Classico Disney;
- 2004 – India: dopo la rinuncia di Sonia Gandhi, diventa premier Manmohan Singh;
- 2018 – Nozze reali fra Henry, duca di Sussex, e Meghan Markle;
- 2024 – Iran: viene confermato il decesso del presidente della Repubblica Islamica dell'Iran, Ebrahim Raisi.

## Nati
Ci sono circa 1 080 voci su persone nate il 19 maggio; vedi la pagina Nati il 19 maggio per un elenco descrittivo o la categoria Nati il 19 maggio per un indice alfabetico.

## Morti
Ci sono circa 510 voci su persone morte il 19 maggio; vedi la pagina Morti il 19 maggio per un elenco descrittivo o la categoria Morti il 19 maggio per un indice alfabetico.

## Feste e ricorrenze

### Civili
Giornata mondiale malattie infiammatorie croniche intestinali (MICI- Eng. IBD)

### Religiose
Cristianesimo:
- Sant'Adolfo di Cambrai, vescovo
- San Pietro Celestino (Celestino V), eremita e papa
- San Crispino da Viterbo, religioso cappuccino
- San Dunstano di Canterbury, monaco e vescovo
- Sant'Evonio
- Sant'Ivo Hélory, sacerdote in Bretagna
- Santa Maria Bernarda Bütler, fondatrice delle Suore francescane missionarie di Maria Ausiliatrice
- Santi Partenio e Calogero, martiri
- Santa Pudenziana di Roma, vergine e martire
- San Teofilo da Corte, frate minore francescano
- Sant'Urbano I, papa
- Beato Agostino Novello, laico agostiniano
- Beato Gianluigi da Besançon (Jean-Baptiste Loir), sacerdote cappuccino e martire
- Beati Giovanni da Cetina e Pietro da Duenas, martiri
- Beato Giovanni di San Domenico Martinez, domenicano, martire
- Beato Jozef Czempie, sacerdote e martire
- Beato Hans Wagner, eremita
- Beato Lupo da Sagra, mercedario
- Beato Pietro Wright, martire
- Beata Giuseppina Suriano
- Beato Raffaele Luigi Rafiringa, lasalliano
- Beata Umiliana de' Cerchi, religiosa